# Fibroleiomyom
Ein Fibroleiomyom ist ein gutartiger Mischtumor, der aus einer tumorösen Entartung zweier Zelltypen, nämlich glatten Muskelzellen (→ Leiomyom) und Fibroblasten (→ Fibrom) besteht. Fibroleiomyome sind bei Hündinnen und weiblichen Katzen relativ häufig an den Begattungsorganen (Vagina, Scheidenvorhof, Schamlippen) anzutreffen. Im zytologischen Bild zeigen sie die typischen Merkmale gutartiger mesenchymaler Tumoren: fischzugartige, längliche Zellen („Spindelzelltumor“) ohne Malignitätskriterien.

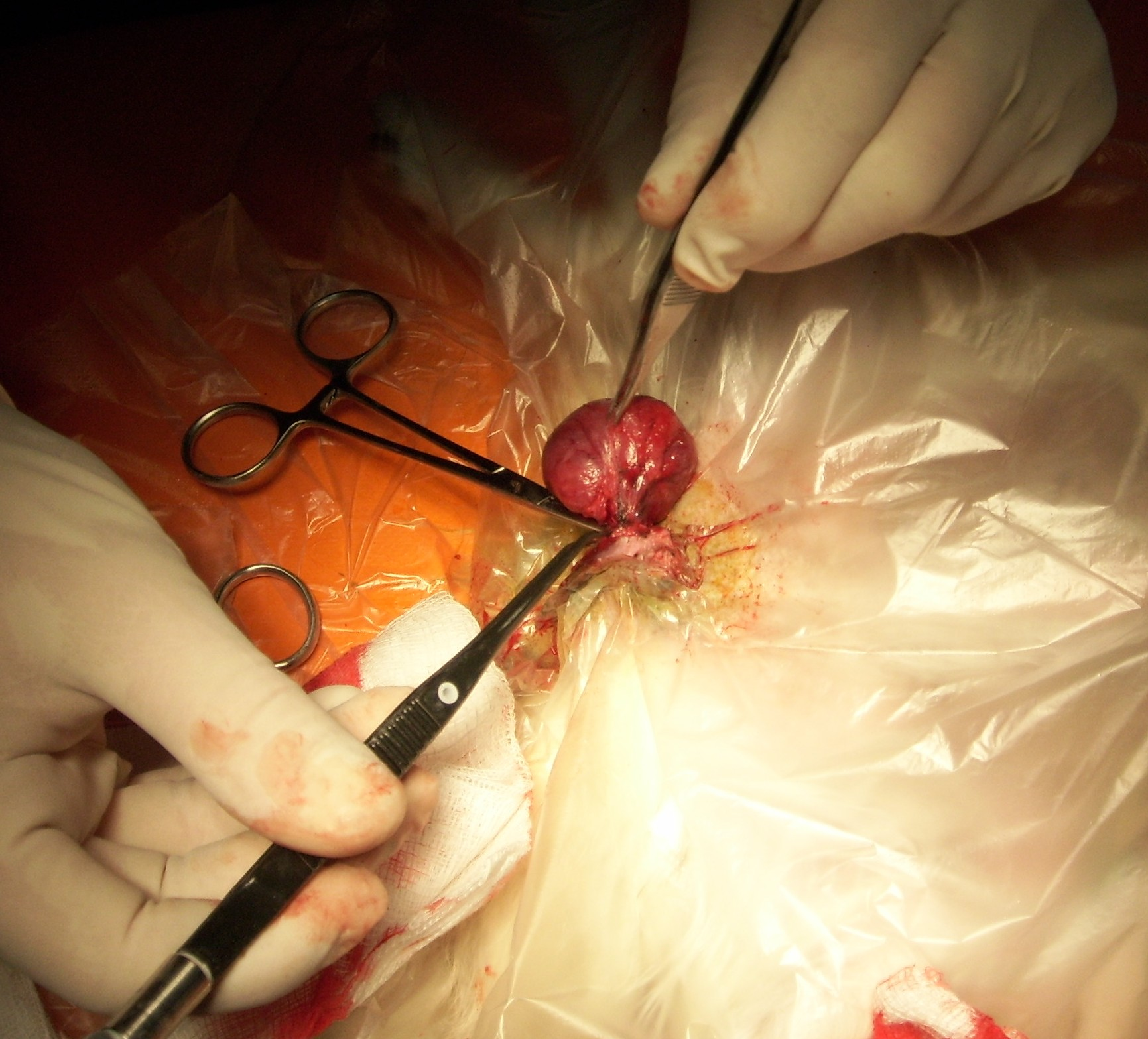
Fibroleiomyom am oberen Schamwinkel einer Hündin
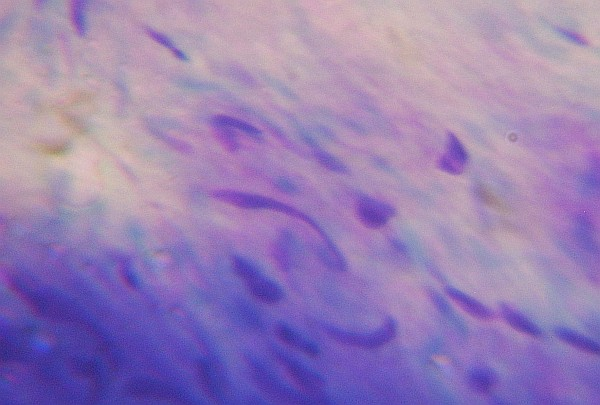
Zytologisches Bild